# Chorismagrion risi
Chorismagrion risi – gatunek ważki z monotypowego rodzaju Chorismagrion należącego do rodziny Synlestidae. Zamieszkuje północno-wschodnią Australię.